# Fritz Klute
Pour les articles homonymes, voir Klute.
Fritz Klute (29 janvier 1885, Fribourg-en-Brisgau — 7 février 1952, Mayence) est un géographe et chercheur allemand spécialiste de la période glaciaire.

## Biographie
Avec Eduard Oehler, il grimpe pour la première fois le Mawenzi, l'un des sommets du Kilimandjaro le 29 juillet 1912. Il fait également une thèse sur la colonisation de cette montagne.
À partir de 1922, il est titulaire de la chaire de géographie à l'université de Giessen et reste à ce poste jusqu'à la destruction de l'institut, le 6 décembre 1944. Ensuite, il travaille à l'Institut géographique de Mayence.